# スカーバラ、ハートルプールおよびウィトビー襲撃
スカーバラ、ハートルプールおよびウィットビー襲撃（The raid on Scarborough, Hartlepool and Whitby）は1914年12月16日、イギリスの港湾都市、スカーバラ (Scarborough, North Yorkshire) 、ハートルプール (Hartlepool) 、ウェスト・ハートルプール (West Hartlepool) およびウィットビー (Whitby) に加えられたドイツ海軍の攻撃である。
この攻撃によって137名の死亡者と592名の負傷者が出たが、その多くは民間人であった。結果として、民間人を攻撃したドイツ海軍と、襲撃を防げなかったイギリス海軍に対し、公衆の激しい憤激を招いた。

## 背景
ドイツ海軍は、イギリス海軍の小規模な部隊をおびき寄せて殲滅する機会を窺っていた。少し前のヤーマス襲撃は、成果が乏しかったものの、イギリス近海を迅速に襲撃する潜在能力を実証した。11月16日、ドイツ巡洋戦艦部隊司令のフランツ・フォン・ヒッパー少将は上官のフリードリヒ・フォン・インゲノール (Friedrich von Ingenohl) 大将を説得し、皇帝ヴィルヘルム2世から襲撃の許可を求めた。
そしてU-17 (SM U-17 (Germany)) がスカーバラとハートルプール近海へ、沿岸の防備を偵察するために派遣された。そのUボートは沿岸に小規模な防衛設備が存在すること、海岸から12マイル以内に機雷が敷設されていないこと、そして一定して船舶が航行していることを報告した。また攻撃があれば即応するであろう、イギリス海軍の2隻の巡洋戦艦はフォークランド沖海戦に参加したので、南米へ派遣されていると思われた。
ヒッパーの艦隊は巡洋戦艦「ザイトリッツ」、「フォン・デア・タン」、「モルトケ」および「デアフリンガー」と、それよりやや小さい装甲巡洋艦「ブリュッヒャー」、4隻の軽巡洋艦「シュトラースブルク」、「グラウデンツ」、「コルベルク」と「シュトラールズント」、そして駆逐艦18隻を含んでいた。インゲノール提督は大洋艦隊から85隻の艦艇をドッガーバンクの東方に配置し、ヒッパーの艦隊がさらに強力な敵部隊の攻撃を受けた場合、援護するものとした。ただし、それらは皇帝の指示により、安全なほどドイツ寄りに展開していた。

### イギリス側の諜報
ドイツ艦隊は劣勢なので、いかなる場合でもイギリス艦隊との交戦を避けていた。しかし戦争のこの時点では、他に比べて双方の差が小さかった。後になると、さらに多くの艦船が建造され、イギリス側がさらに優位に立つこととなる。特により大規模な戦闘において、どのような場合でも決定的な役目を果たすとされた弩級戦艦の保有数は、差が開くばかりであった。しかし、常に哨戒を続けなくてはならなかったイギリス艦隊を尻目に、ドイツ艦隊はおおむね母港に留まっていた。すなわちドイツ海軍が、全艦艇の出撃準備が整ってからいつでも攻撃のタイミングを選べた一方、イギリス艦隊の一部は常に修理や補給を受けるために入港するか、任務を受けて他の海域に派遣されていたのである。
開戦から数ヶ月が経過し、イギリスの艦艇は至急の修理が必要な時期を迎え、グランド・フリート (Grand Fleet) から数隻が抽出されていた。3隻の巡洋戦艦は南米に派遣されており、最新の弩級戦艦「オーディシャス」は機雷に触れて失われていた。姉妹艦の「サンダラー (HMS Thunderer (1911)) 」は修理中であった。
しかし、イギリス側には重要な利点が一つあった。ドイツの艦船は、暗号書に記載された3種類の主要な暗号を使用していたのである。これらの暗号書の写しは、撃沈、もしくは拿捕された船舶からドイツ側に知られることなく、イギリス側の手に渡っていた。イギリスの暗号解読班は、ドイツ軍の電文を傍受から数時間で解読できるまでになっていた。ドイツの巡洋戦艦部隊が、間もなく出航すると判断するに充分な情報は、12月14日の夕方に集まる。しかしそれは、ドイツ艦隊の全体に動員がかかる事実を示唆するものではなかった。
スカパ・フローに在泊するグランド・フリート司令官のジョン・ジェリコー大将は、デイビッド・ビーティー中将を巡洋戦艦「ライオン」、「クイーン・メリー」、「タイガー」、「ニュージーランド」から構成される巡洋戦艦部隊とともに派遣するよう、命令を受けた。また新鋭の弩級戦艦6隻（「キング・ジョージ5世 (HMS King George V (1911)) 」、「エイジャックス (HMS Ajax (1911)) 」、「センチュリオン (HMS Centurion (1911)) 」、「オライオン」、「モナーク」および「コンカラー」）から構成され、ジョージ・ウォレンダー (Sir George Warrender, 7th Baronet) 中将が指揮する第2戦艦部隊も随伴した。
ウィリアム・グッドイナフ (William Goodenough) 代将は、高速で新鋭の軽巡洋艦「サウサンプトン」、「バーミンガム」、「ファルマス」、「ノッティンガム」からなる第1軽巡洋艦戦隊の指揮を執った。
ハリッジ (Harwich) のティリット (Sir Reginald Tyrwhitt, 1st Baronet) 代将には、指揮下の軽巡洋艦2隻、「オーロラ (HMS Aurora (1913)) 」と「アンドーンテッド (HMS Undaunted (1914)) 」および駆逐艦42隻を出撃させるよう命令が下る。キーズ (Roger Keyes, 1st Baron Keyes) 代将は8隻の潜水艦と、指揮下の嚮導駆逐艦2隻、「ラーチャー (HMS Lurcher (1912)) 」と「ファイアドレイク (HMS Firedrake (1912)) 」を出撃させ、テルスヘリング島付近に配置し、もしドイツの艦艇が西に転じてイギリス海峡に進入するなら捕捉するよう命じられた。ジェリコーは、これらの戦力がヒッパーの部隊を迎撃するには充分でも、ドイツ艦隊の主力を相手に回すには足りないと抗議した。よってロサイスからウィリアム・ペケナム (William Christopher Pakenham) 少将が指揮する第3巡洋艦戦隊の、4隻の装甲巡洋艦（「デヴォンシャー (HMS Devonshire (1904)) 」、「アントリム (HMS Antrim (1903)) 」、「アーガイル」と「ロクスバラ (HMS Roxburgh (1904)) 」）が戦力に加えられた。
ジェリコーはこの艦隊を集結させる場所を、ドッガー・バンクから25マイル南東の海域に求める。ドイツ艦隊の襲撃を容認し、その帰還中に捕捉しようというのであった。

## 襲撃

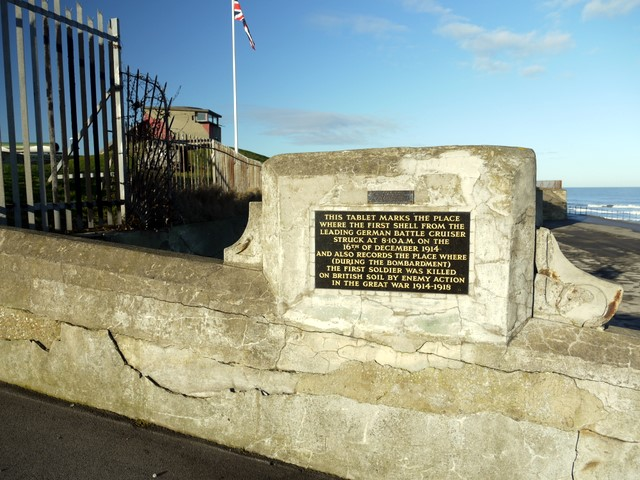
ハートルプール市内、ヒュー砲台付近にある追悼の銘。

ヒッパーは12月15日、午前3時にヤーデ川（ヴィルヘルムスハーフェン）から出航した。その日の夜、随伴する駆逐艦「S-33」が艦隊からはぐれ、方位を打電する。これは艦艇の存在を露見させる恐れがあったので、その駆逐艦には無線封止を命じられた。艦位を失したまま母港に向かう途上で、この駆逐艦はイギリスの駆逐艦4隻を視認し、無線で報告した。またヒッパーは、イギリス側の艦船の無線交信を観察していた。それらはイギリス側が、何らかの事態が発生していることに気づいている可能性を示唆していた。彼はその原因が、恐らく日中に遭遇したトロール船による諜報行為にあると考えた。また、悪化する天候も問題を引き起こした。12月16日の午前6時35分、駆逐艦と軽巡洋艦3隻はドイツへの帰還を命じられた。「コルベルク」は、敷設する予定の機雷百個を積載していたので残留した。
残った艦艇も二分された。「ザイトリッツ」、「ブリュッヒャー」と「モルトケ」はハートルプールに、そして「デアフリンガー」、「フォン・デア・タン」と「コルベルク」はスカーバラに向かう。午前8時15分、「コルベルク」はフランバラ岬 (Flamborough Head) から10マイルの沖合いへ、機雷を一列に敷き始めた。午前8時、「デアフリンガー」と「フォン・デア・タン」は市街の砲撃を開始する。スカーバラ城 (Scarborough Castle) 、目立つグランド・ホテル、三ヶ所の教会堂その他の様々な家屋に砲弾が命中した。市民は、町の外へと続く駅や道路に押しかけた。午前9時半に砲撃は終了し、2隻の巡洋戦艦は近郊のウィットビーへ移動する。そこでは沿岸警備隊の施設とウィットビー修道院 (Whitby Abbey) と、市街地のその他の建造物が砲撃を受けた。
ハートルプールは、観光都市のスカーバラに比べて重要な目標であった。そこには広いドックや工場があり、3門の6インチ砲 (BL 6 inch Mk VII naval gun) で守られていた。そのうち2門はヒュー砲台 (Heugh Battery) に、1門は灯台の砲台に配置してあった。ダーラム軽歩兵連隊 (Durham Light Infantry) が配した166名の守備隊は午前4時半、襲撃があるかも知れない旨を警告され、実弾を受領した。午前7時46分に大型艦視認の報告を受けた後、午前8時10分に市街地の砲撃が始まった。付近で常に任務についているはずの、海軍の哨戒部隊からは何の警報も発せられなかった。しかし襲撃直前の悪天候により、哨戒任務についているのは4隻の駆逐艦だけで、普段は出撃している2隻の軽巡洋艦と1隻の潜水艦はハートルプール港に留まっていた。その4隻の駆逐艦（「ドゥーン (HMS Doon (1904)) 」、「テスト」、「ウェイブニー (HMS Waveney (1903)) 」と「モイ」）は午前7時45分に「ドゥーン」が大型艦数隻が接近してくるのを視認し、直後に砲撃を受けた。駆逐艦が大型艦に損害を与えるには魚雷を命中させるしかなかったが、雷撃するには距離が離れ過ぎていた。そのため、4隻とも離脱した。撤退の前に、「ドゥーン」は5000ヤードまで接近して魚雷を発射したが、これは外れた。
陸上の砲台は、実際に砲弾が落ちてくるまで、近づいてくる艦が敵か味方か判断できないままであった。敵艦の砲弾は、あまりにも至近から発射されたので信管の作動時間に達せず、多くは不発のまま着弾するか、ほぼ水平に飛んできたため着弾後に跳ねて市街地に飛来した。砲台の砲のうち、2門は先頭の、他の1門は最後尾のより小さな艦を狙った。砲兵は視界をさえぎる砲煙と粉塵に妨げられた。そして砲弾が敵艦の側面装甲に弾かれて効果を挙げていないことが分かると、彼らは代わりにマストや索具へ照準を移した。中でも三番砲の精度は良好で、「ブリュッヒャー」はさらなる射撃を避けるべく、灯台の影へと移動を強いられた。艦上の2門の6インチ砲が使用不能になった他、艦橋と8インチ砲に損害が及んだ。
港内では軽巡洋艦「パトロール (HMS Patrol (1904)) 」のブルース艦長が出航を試みた。しかし8インチ砲弾2発が命中し、座礁を余儀なくされた。2隻目の巡洋艦、「フォワード (HMS Forward (1904)) 」の缶室には蒸気がなく、移動は不可能だった。潜水艦「C9 (HMS C9) 」は「パトロール」の後から出撃したが、周囲に砲弾が落ち始めると潜航せざるを得なかった。ようやく港から離れた時、すでに敵は去っていた。後にロジャー・キーズ代将は、停泊していた3隻の巡洋艦は、その潜水艦にとって絶好の攻撃目標だったと述べた。
ハートルプールの襲撃は、民間人から86名の死亡者と424名の負傷者を出した。また軍人7名が戦死し、14名が負傷した。発射された砲弾は1150発に及び、製綱所、ガス工場、鉄道、7ヶ所の教会堂と家屋300棟に落着した。ここでも住民は道路や鉄道で、町から避難しようとした。ドイツ側では水兵8名が戦死し、12名が負傷した 。午前8時50分、ドイツ艦隊は去った。

### 大洋艦隊との遭遇
ウォレンダー率いる戦艦と巡洋艦は、12月15日の午前5時半にスカパ・フローを出発した。悪天候により駆逐艦を同伴することはできなかったが、ビーティーは午前6時にクロマーティー (Cromarty) を発つ時、巡洋戦艦部隊に7隻を随伴させた。これらの艦隊は、午前11時にマレー湾付近で合流した。先任の提督としてウォレンダーが全戦力の指揮官となり、ドッガーバンクの予定迎撃海域へ向かった。
12月16日の午前5時15分、駆逐艦「リンクス」は敵艦（SMS V-155）を発見した。駆逐艦部隊が調査のため派遣された結果、ドイツ海軍の駆逐艦および巡洋艦からなる艦隊と戦闘が起こった。「リンクス」は被弾し、スクリューを損傷する。駆逐艦「アンバスケード (HMS Ambuscade (1913)) 」は浸水により、遭遇戦から脱落した。駆逐艦「ハーディー」は軽巡洋艦「ハンブルク」 (de:SMS Hamburg (1903)) の激しい砲撃を受け、大きな損害を受けたが、どうにか魚雷を発射した。雷撃の情報は、戦闘中の駆逐艦を指揮下に置く、大洋艦隊司令のインゲノール提督に伝わった。数時間後、暗くなるとともに遭遇戦は中断する。しかし翌朝の午前6時3分に、まだ継戦可能だった4隻の駆逐艦のうちの1隻、「シャーク (HMS Shark (1912)) 」は再び5隻の敵駆逐艦に接触した。イギリスの4隻が攻撃をかけると、ドイツ側の艦艇は司令官に敵との遭遇を報告しつつ撤退した。
インゲノール提督は、皇帝にその意図を報告することなくドイツ艦隊の主力を作戦に組み込んだ時点で、皇帝が発した厳命の制約を越えていた。そして午前5時30分、艦隊を危険に晒してはいけないという命令を尊重し、また自分が遭遇したのがグランド・フリート本隊の前衛部隊ではないかと心配して、彼はドイツへの帰路についた。もし作戦を継続していれば、間もなくイギリスの巡洋戦艦4隻と戦艦6隻を、指揮下の戦艦22隻を含む遥かに優勢な戦力で迎撃できていた。これこそ正しく、ドイツ側の戦略が求めていた戦力を拮抗させる好機であった。イギリス側の主力艦10隻は、数と火力の面でかなりの劣勢に立たされ、おそらくは大損害を被っていたであろう。これらが失われれば、双方の海軍力が拮抗することになる。後にチャーチルはこの事態を擁護し、イギリス側の艦艇は優速なので単純に転舵し、退避できていたと主張した 。またジェリコーなどの者は、ビーティーのような提督なら、ひとたび敵と接触すれば交戦することにこだわるだろうという危険を感じていた。ティルピッツ元帥は、後に「インゲノールは全ドイツの命運をその手に握っていた。」と述べている。 
午前6時50分、「シャーク」その他の駆逐艦は再び敵艦を発見した。駆逐艦数隻に護衛された巡洋艦「ローン」である。ジョーンズ艦長は7時25分に発見を報告し、それはウォレンダーと、ビーティーの戦隊の「ニュージーランド」によって受信されたものの、ビーティーには届けられなかった。午前7時40分、「ローン」を雷撃しようと接近を試みるジョーンズ艦長は、同艦が他に2隻の巡洋艦と行動しているのを見て、全速力で後退を強いられた。ドイツの艦は追撃したものの、追随できずに艦隊に戻っていった。ウォレンダーは、ビーティーも同じ判断を下すものと期待して「シャーク」が報告した位置へ向かうため、針路を転じる。7時36分、彼はビーティーが針路を変更したか確認を試みるが、返答は無かった。7時55分にようやく連絡が取れると、遅ればせながらもビーティーは指揮下にある最寄の艦、「ニュージーランド」と3隻の軽巡洋艦を迎撃に派遣した。この4隻は敵発見の可能性を大きくするため相互に2マイルの間隔を空けており、後にはその他の巡洋戦艦が追従する。8時42分、ウォレンダーとビーティーはスカーバラの「パトロール」から、巡洋戦艦2隻に攻撃を受けていると報告を受けた。ドイツの主力艦隊と遭遇する可能性のあった「ローン」の追撃は放棄され、イギリスの戦隊はヒッパーを迎撃するため北に転じる。

### ヒッパーの帰還
12月16日の午前9時半、ヒッパーの艦隊は再合流し、全速力で母港へ向かった。指揮下の駆逐艦は、その時およそ50マイル先で悪天候の中をゆっくりと進んでいた。大洋艦隊が今どこにいるか、ヒッパーが問い合わせたところ、すでに母港へ戻っていることや、自艦隊の駆逐艦が敵艦を発見したことが判明する。そしてジェリコーは、スカパ・フローに待機しているグランド・フリートを南へ移動させるよう要請されていた。ティリット代将は、その駆逐艦戦隊を率いてウォレンダーに合流するよう命令を受けていたが、悪天候に阻まれていた。彼は、代わりに指揮下の軽巡洋艦4隻だけで追撃に参加する。キーズ代将の潜水艦は、ドイツに戻る艦を迎撃するべくヘリゴランド・バイト (Heligoland Bight) へ移動するよう命じられた。ビーティーとウォレンダーは別行動を維持する。当初はドッガーバンクの浅海域を回避するためであったが、後にヒッパーが、ヨークシャー沿岸の機雷原を避けるために採り得る複数の退路を遮断する意図が加わった。ビーティー指揮下の軽巡洋艦は、探索のため機雷原の狭間に進入する。
11時25分、軽巡洋艦「サウサンプトン」が前方に敵艦を視認した。当初は晴れて良好だった視界も、その時には悪化していた。「サウサンプトン」は駆逐艦を伴うドイツ巡洋艦1隻と交戦中と報告し、「バーミンガム」が応援に向かった。グッドイナフ代将はさらに2隻の巡洋艦、「シュトラースブルク」と「グラウデンツ」を視認したが、それについて報告できなかった。残るイギリス軽巡洋艦2隻は応援に向かったが、さらに大きな敵戦力について報告されていないビーティーは、その内の1隻を呼び戻す。信号の混乱により、1隻目の巡洋艦は探照灯で送られたメッセージを誤認し、他艦に転送した。その結果、4隻全てが敵との交戦をやめてビーティーの許に戻ったのである。ビーティーがドイツ艦の数を把握していたなら、巡洋艦の1隻を呼び戻して指揮下の巡洋戦艦の前衛を務めさせる代わりに、全ての艦艇を前進させていたと思われる。敵戦力が大きければ、その背後にドイツの大型艦が続いていることが予測されるからである。今やこれらの敵艦艇は去って、機雷原の反対側へ進んでいたが、そこにはウォレンダーの部隊が待ち受けていた。
12時15分、ドイツの巡洋艦と駆逐艦は機雷原の南限を出て前方に戦艦を発見した。「シュトラールズント」は、しばらく前に「ササンプトン」に遭遇した際に見た（イギリス軍の）識別発光信号を送ってわずかに時間を稼ぐ。この時、雨のため視界は悪く、戦艦の全てが敵艦を視認したわけではなかった。「オライオン」の艦長、フレデリック・チャールズ・ドレイアー (Frederic Charles Dreyer) 大佐は各砲を「シュトラールズント」に向け、上官のロバート・アーバスノット (Robert Arbuthnot) 少将に砲撃開始の許可を求める。アーバスノットは、ウォレンダーから許可が得られるまでそれを認めなかった。ウォレンダーも敵艦艇を見て、ペケナム少将に4隻の装甲巡洋艦を率い、追撃するよう命じた。しかしこれらの艦は速度が遅すぎ、ドイツ艦は再び霧の中へ去って行った。
ビーティーはウォレンダーが艦影を視認したという知らせを受け、その軽艦艇の後にはドイツの巡洋戦艦隊が続いているはずだと考えた。そのため彼は、機雷原の北の出口を離れるとまず東に、それから南に進んだ。ドイツの巡洋戦艦隊が、低速のイギリス戦艦隊を振り切った場合、それを捕捉できる位置に就こうとしたのである。ヒッパーは当初、指揮下の巡洋艦に追いつき、それらを守ろうとした。しかし巡洋艦が、南方にイギリス戦艦がいること、すでにその位置を過ぎたことを報告すると、これらの戦艦を回避するため北に進む。進行方向に巡洋戦艦が現れないのを見たウォレンダーは、北に移動するが何も見つからなかった。襲撃に参加して損傷し、他の艦から遅れていた「コルベルク」は、ウォレンダーの艦隊から昇る煙を見たが、自らは発見されずに済んだ。ヒッパーは脱出したのである。
遅ればせながら海軍本部は、帰港する大洋艦隊がヘルゴラント島で発した信号を傍受し、イギリス艦隊にドイツ艦隊の出撃を警告した。ジェリコーとグランド・フリートは大洋艦隊を迎撃しようと12月17日まで捜索を続けたが発見できなかった－－すでに安全に港に戻っていたからである 。
キーズ代将の潜水艦は、帰還するドイツ艦を発見するために派遣されていた。それらも失敗したが、なお「E11 (HMS E11) 」が「ポーゼン」に魚雷1本を発射した。これは外れている。ヒッパーを捕捉する最後の懸命な試みとして、イギリス海軍本部は午前2時頃、キーズに指揮下の2隻の駆逐艦を率い、帰還するヒッパーを雷撃するよう命じた。キーズ自身が発案し、やらせてくれと言ったのである。しかし不運にも命令の受領が遅れ、キーズのもとに届いた時にはすでに時機を失していた。

## 襲撃の影響
襲撃はイギリスの世論に甚大な影響を及ぼした。これは民間人を攻撃したドイツに集中する非難と、それを回避できなかったイギリス海軍に噴出した批判として表出する。この攻撃は、イギリスによる宣伝キャンペーン、「スカーバラを忘れるな（Remember Scarborough)」の一翼を担い、陸軍の募兵用ポスターに使用された。
最初に敵の迎撃に失敗した、ビーティー指揮下の軽巡洋艦部隊に対する非難は、その指揮官であったグッドイナフ代将に向けられた。しかし軍法会議への訴追という処分は、彼のこれまでの業績に鑑みて不適当であった。結局、批判の槍玉に挙がったのはラルフ・セイモア（Ralph Seymour）少佐が発した、支離滅裂な信号である。セイモアはビーティーの下、代将に留まり、同じ調子でドッガー・バンク海戦およびユトランド沖海戦で大きな犠牲を伴うミスを犯した。そしてイギリスの艦長たちには、勝ち目のある戦闘で離脱の命令を受け取ったらその命令を再度チェックするよう、新たな命令が出された。
この戦いでは、随所で双方が幸運にも逃げ切っている。ドイツの大洋艦隊はイギリス側の劣勢の戦隊をドッガーバンクで迎え撃つことに失敗した。イギリス海軍はこの敵艦隊を、遭遇戦から離脱した後でさえ精力的に追いかけるところであったが、接触の機会があった時に退いている。ヒッパーは、罠をしかけてきた戦隊を二つともかわした。彼の巡洋戦艦部隊が後にユトランド沖でビーティーの戦隊と相見えた時、より大きな被害を受けたのはビーティーの方である。ジェリコーは今後、同様の作戦に最初からグランド・フリートの総力を投じる決心をしたが、巡洋戦艦部隊は後の襲撃に備えて早期に動けるよう、ロサイスに移動させた。ヴィルヘルム2世は、機会を活かせなかった配下の提督たちを叱責したものの、インゲノールの判断に重要な影響を及ぼした、艦隊の使い方を制約する命令に変更を加えることはなかった。